# Bay-sur-Aube
Bay-sur-Aube é uma comuna francesa na região administrativa de Grande Leste, no departamento de Haute-Marne. Estende-se por uma área de 9,75 km². Em 2010 a comuna tinha 55 habitantes (densidade: 5,6 hab./km²).